# 胡代什蒂鄉
48°09′N 26°30′E / 48.150°N 26.500°E
胡代什蒂鄉（羅馬尼亞語：Comuna Hudești, Botoșani），是羅馬尼亞的鄉份，位於該國東北部，由博托沙尼縣負責管轄，面積104平方公里，海拔高度184米，2007年人口6,384，人口密度每平方公里61人。